# Telmatophilus sidorchukae
Telmatophilus sidorchukae — викопний вид жуків родини сховоїдів (Cryptophagidae). Описаний у 2020 році в рівненського бурштині, який знайдено в заплаві річки Веселуха.

## Назва
Вид назвали на честь російської дослідниці Катерини Сидорчук (1981-2019), яка загинула у 2019 році. Зазначається, що її методи використовувалися при обробці зразка.

## Опис
вид схожий на сучасних жуків Telmatophilus typhae, однак між ними є низка відмінностей. Тіло завдовжки 1,7 мм. Тіло видовжено-овальне, чорного кольору. Очі великі, вусики довгі. Харчувався пилком.